# Hotel Explotación: Las Kellys (película)
Hotel explotación: las Kellys es un documental español dirigido en 2018 por la periodista y directora de cine Georgina Cisquella.
La película-documental ha seguido a camareras de piso durante casi dos años. Son alrededor de doscientas mil mujeres en toda España.
Es un proyecto autogestionado y sin ánimo de lucro, sin subvenciones ni créditos y formado por un equipo básico de rodaje. Para poder finalizar la película, Cisquella ha llevado a cabo una iniciativa de micromecenazgo. 
Fue rodada en Barcelona, Madrid, Canarias, Alicante y Benidorm.
Entre los colaboradores se encuentran
Montaje: Roger La Puente
Sonido: Sergio Madridano
Cámara: Pere Joan Ventura
Ayudante de montaje: Gemma Alfós

## Sinopsis
Las camareras de piso sufren una externalización de su trabajo a empresas ajenas al hotel en el que trabajan, fundamentalmente empresas multiservicios.
Se da una gran precarización de las trabajadoras, con unos salarios muy bajos y contrataciones a tiempo parcial y temporal. Pueden llegar a cobrar euro y medio por habitación limpiada.
Es una situación agravada a raíz de la Reforma Laboral impulsada por el Gobierno de Mariano Rajoy en 2012.
En palabras de Georgina Cisquella son

"mujeres mal pagadas, mayormente inmigrantes, medicadas debido a su trabajo y expuestas al despido"

Padecen secuelas de su trabajo como el estrés, dolores musculares, hernias, síndrome del túnel carpiano o bursitis, enfermedades causadas por determinados movimientos repetitivos en brazos y manos propios de su trabajo pero que no son reconocidas como enfermedades profesionales propias.
Se organizan en la Asociación Las Kellys y se defienden a sí mismas reclamando sus derechos ante la falta de atención de los sindicatos mayoritarios y pusieron en el mapa de la precariedad esta profesión feminizada.
Quieren formar parte de las plantillas de los hoteles con todos sus derechos.
Han llevado sus reivindicaciones al Congreso de los diputados y al Parlamento Europeo.